# Kustgrönbulbyl
Kustgrönbulbyl (Phyllastrephus fischeri) är en fågel i familjen bulbyler inom ordningen tättingar.

## Utbredning och systematik
Fågeln förekommer från sydostligaste Somalia till Kenya, Tanzania och norra Moçambique. Den behandlas som monotypisk, det vill säga att den inte delas in i några underarter.

## Status och hot
Arten har ett stort utbredningsområde, men tros minska i antal, dock inte tillräckligt kraftigt för att den ska betraktas som hotad. Internationella naturvårdsunionen IUCN listar arten som livskraftig (LC).

## Namn
Fågelns vetenskapliga artnamn hedrar Gustav Adolf Fischer (1848-1886), tysk doktor, upptäcktsresande och samlare av specimen i tropiska Afrika 1876-1886. Tidigare kallades den Fischers grönbulbyl eller fischergrönbulbyl även på svenska, men tilldelades 2023 ett mer informativt namn av BirdLife Sveriges taxonomikommitté.